# Casa de Allende
La Casa de Allende es un edificio de la ciudad española de Madrid proyectado por el arquitecto Leonardo Rucabado para su propietario, Tomás de Allende, del que toma el nombre. El edificio, cuya construcción se llevó a cabo entre 1916 y 1920, se ubica en la carrera de San Jerónimo, haciendo esquina en la plaza de Canalejas, en el distrito Centro. Durante mucho tiempo se lo conoció también como edificio Crédit Lyonnais, debido a que en su planta baja estuvo instalada dicha entidad financiera. Por la plaza de Canalejas limita con el Edificio Meneses, de estilo ecléctico.

## Descripción
El arquitecto adoptó formas de la arquitectura tradicional española, siguiendo la corriente regionalista del siglo XIX. El edificio dispone de un amplio torreón en la esquina como sugerente remate. Se trata de un edificio absolutamente singular y único en la arquitectura madrileña, donde sobresale un magnífico mirador de madera sobre la Carrera de San Jerónimo, al estilo de la arquitectura cántabra. Dispone además de elaborada rejería en balcones y escalera, donde se encuentran vidrieras empotradas. La ornamentación escultórica exuberante realzan la majestuosidad del edificio.
Se trata del típico edificio representativo de la arquitectura que surge a partir de la crisis de 1898, y que intentaba adaptar los estilos regionales a las nuevas necesidades de la vida moderna.
El remate cerámico del edificio es de gran belleza y originalidad, obra del ceramista Daniel Zuloaga.
A la muerte de Rucabado, fallecido prematuramente, el proyecto fue terminado por los arquitectos Ramiro Saiz Martínez y Pedro Cabello Maíz.